# هيلين غيلبرت (ممثلة)
هيلين غيلبرت (بالإنجليزية: Helen Gilbert)‏ هي موسيقية وممثلة أمريكية، ولدت في 4 يوليو 1915، وتوفيت في 23 أكتوبر 1995.